# Goldene Himbeere 2017
Die Goldene Himbeere 2017 (englisch 37th Golden Raspberry Awards) zeichnete die schlechtesten Leistungen des Filmjahres 2016 aus, basierend auf den Stimmen von Mitgliedern der Golden Raspberry Foundation. Die Nominierungen wurden am 23. Januar 2017 bekanntgegeben. Laut dem offiziellen Blog der Razzies war das Filmjahr 2016 so schlecht, dass es dieses Jahr in jeder Kategorie sechs Nominierungen, statt der sonst üblichen fünf, gibt. Die Verleihung der Razzies fand traditionell am Vorabend der Oscarverleihung, dem 25. Februar 2017, im Palace Theatre in Los Angeles statt.

## Preisträger und Nominierte
Es folgt die komplette Liste der Preisträger und Nominierten.
| Kategorien | Nominierte |
| --- | --- |
| Schlechtester Film | |
| Hillary’s America: The Secret History of the Democratic Party (Quality Flix) | |
| Batman v Superman: Dawn of Justice (Warner Bros.) | |
| Zoolander 2 (Paramount) | |
| Dirty Grandpa (Lionsgate) | |
| Gods of Egypt (Summit Entertainment) | |
| Independence Day: Wiederkehr (20th Century Fox) | |
| Schlechtester Schauspieler | |
| Dinesh D’Souza in Hillary’s America: The Secret History of the Democratic Party als er selbst | |
| Ben Affleck in Batman v Superman: Dawn of Justice als Bruce Wayne / Batman | |
| Gerard Butler in Gods of Egypt als Set und in London Has Fallen als Mike Banning | |
| Henry Cavill in Batman v Superman: Dawn of Justice als Clark Kent / Superman | |
| Robert De Niro in Dirty Grandpa als Richard „Dick“ Kelly | |
| Ben Stiller in Zoolander 2 als Derek Zoolander | |
| Schlechteste Schauspielerin | |
| Rebekah Turner in Hillary’s America: The Secret History of the Democratic Party als Hillary Clinton | |
| Megan Fox in Teenage Mutant Ninja Turtles: Out of the Shadows als April O’Neil | |
| Tyler Perry in Boo! A Madea Halloween als Madea | |
| Julia Roberts in Mother’s Day – Liebe ist kein Kinderspiel als Miranda Collins | |
| Naomi Watts in Die Bestimmung – Allegiant als Evelyn Johnson und in Shut In als Mary Portman | |
| Shailene Woodley in Die Bestimmung – Allegiant als Beatrice „Tris“ Prior | |
| Schlechtester Nebendarsteller | |
| Jesse Eisenberg in Batman v Superman: Dawn of Justice als Lex Luthor | |
| Nicolas Cage in Snowden als Hank Forrester | |
| Johnny Depp in Alice im Wunderland: Hinter den Spiegeln als Tarrant Hightopp / Der verrückte Hutmacher | |
| Will Ferrell in Zoolander 2 als Jacobim Mugatu | |
| Jared Leto in Suicide Squad als Joker | |
| Owen Wilson in Zoolander 2 als Hansel McDonald | |
| Schlechteste Nebendarstellerin | |
| Kristen Wiig in Zoolander 2 als Alexanya Atoz | |
| Julianne Hough in Dirty Grandpa als Meredith Goldstein | |
| Kate Hudson in Mother’s Day – Liebe ist kein Kinderspiel als Jesse | |
| Aubrey Plaza in Dirty Grandpa als Lenore | |
| Jane Seymour in Fifty Shades of Black als Claire Black | |
| Sela Ward in Independence Day: Wiederkehr als Präsidentin Elizabeth Lanford | |
| Schlechteste Filmpaarung | |
| Ben Affleck und sein ziemlich bester Feind Henry Cavill in Batman v Superman: Dawn of Justice | |
| Jegliche Kombination aus zwei ägyptischen Göttern und Menschen in Gods of Egypt | |
| Johnny Depp und sein ekelerregendes Outfit in Alice im Wunderland: Hinter den Spiegeln | |
| Die gesamte Besetzung von einst angesehenen Schauspielern in Verborgene Schönheit | |
| Tyler Perry und die immer gleiche, alte Perücke in Boo! A Madea Halloween | |
| Ben Stiller und sein ziemlich unlustiger Freund Owen Wilson in Zoolander 2 | |
| Schlechteste Neuverfilmung oder Fortsetzung | |
| Batman v Superman: Dawn of Justice (Warner Bros.) | |
| Alice im Wunderland: Hinter den Spiegeln (Disney) | |
| Fifty Shades of Black (Open Road Films) | |
| Independence Day: Wiederkehr (20th Century Fox) | |
| Teenage Mutant Ninja Turtles: Out of the Shadows (Paramount) | |
| Zoolander 2 (Paramount) | |
| Schlechteste Regie | |
| Dinesh D’Souza und Bruce Schooley für Hillary’s America: The Secret History of the Democratic Party | |
| Roland Emmerich für Independence Day: Wiederkehr | |
| Tyler Perry für Boo! A Madea Halloween | |
| Alex Proyas für Gods of Egypt | |
| Zack Snyder für Batman v Superman: Dawn of Justice | |
| Ben Stiller für Zoolander 2 | |
| Schlechtestes Drehbuch | |
| Batman v Superman: Dawn of Justice (Drehbuch von Chris Terrio und David S. Goyer, basierend auf den Charakteren des DC Comics)                                                                                            | |
| Dirty Grandpa (Drehbuch von John M. Phillips) | |
| Gods of Egypt (Drehbuch von Matt Sazama und Burk Sharpless) | |
| Hillary’s America: The Secret History of the Democratic Party (Drehbuch von Dinesh D’Souza und Bruce Schooley) | |
| Independence Day: Wiederkehr (Drehbuch von Dean Devlin, Roland Emmerich, James Vanderbilt, James A. Woods und Nicolas Wright)                                                                                             | |
| Suicide Squad (Drehbuch von David Ayer, basierend auf den Charakteren des DC Comics) | |
| The Razzie Redeemer Award Der Himbeeren-Erlöser-Preis wird an Schauspieler oder Regisseure vergeben, die früher Himbeeren gewonnen hatten oder dafür nominiert waren und die inzwischen positive Preise gewinnen konnten. | Mel Gibson (2015 als Schlechtester Nebendarsteller in The Expendables 3 nominiert, jetzt mehrfach nominiert für die Beste Regie von Hacksaw Ridge – Die Entscheidung) |
| Barry L. Bumstead Award Der Barry L. Bumstead Award wird an Filme vergeben, die nur deshalb nicht in offiziellen Kategorien nominiert wurden, weil sie nicht den Veröffentlichungs-Kriterien entsprachen.                 | Ruf der Macht – Im Sumpf der Korruption |